# Cantal
Cantal är ett franskt departement i regionen Auvergne-Rhône-Alpes och som har nummer 15 i den alfabetiska departementsföljden. Cantal ligger i Frankrikes mitt och är uppkallat efter det näst högsta berget i Centralmassivet, Plomb du Cantal (1858 m). Huvudort är Aurillac.  I den tidigare regionindelningen som gällde fram till 2015 tillhörde Cantal regionen Auvergne.